# Damian Hinds

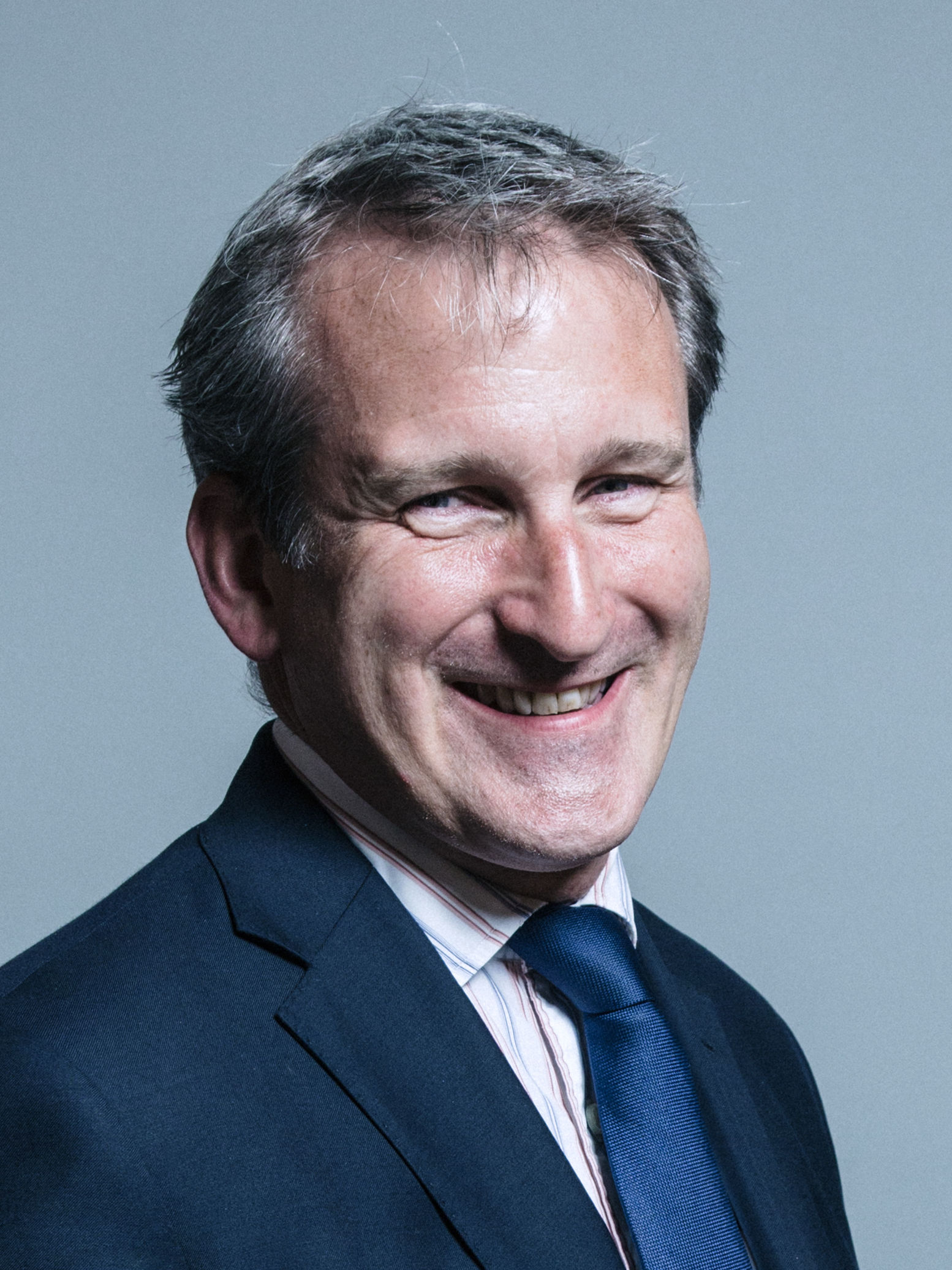
Damian Hinds (2017)

Damian Patrick George Hinds (* 27. November 1969) ist ein britischer Politiker der Conservative Party. Er war 2018 bis 2019 Minister für Bildung im zweiten Kabinett von Theresa May.

## Leben
Damian Hinds machte seinen Abschluss am St. Ambrose College, einer römisch-katholischen Schule in Altrincham. Anschließend studierte er Philosophie, Politik und Wirtschaft an der University of Oxford.
Er war vor seiner politischen Karriere 18 Jahre in der Hotelbranche, Brauereiwirtschaft und im Kneipenbereich tätig. Er ist verheiratet und hat drei Kinder.
Hinds kandidierte bei der Britischen Unterhauswahl 2005 im Wahlkreis Stretford and Urmston und erreichte mit 30,4 % Stimmenanteil den 2. Platz hinter Beverley Hughes. Bei der Wahl 2010 wurde Hinds mit 56,8 % der Stimmen zum Abgeordneten für East Hampshire gewählt. Bei der Wahl 2015 und Wahl 2017 konnte sich Hinds erneut in diesem Wahlkreis durchsetzen.
2016 wurde er Staatssekretär für Arbeit und Pensionen. Im Januar 2018 wurde er als Nachfolger von Justine Greening zum Bildungsminister ernannt.  Mit der Bildung der Regierung von Premierminister Boris Johnson schied er am 24. Juli 2019 aus seinem Amt aus. Vom 13. August 2021 bis zum 7. Juli 2022 war er Staatsminister für Sicherheit und Grenzschutz.